# 夜に魔法をかけられて
『夜に魔法をかけられて』（よるにまほうをかけられて）は、indigo la Endの1枚目のアルバム。2013年2月6日にeninalより発売された。

## 概要
・前作『渚にて』より約半年ぶりとなり、初期からの人気曲「she」「大停電の夜に」を収録した、バンド初のフルアルバム。
・アルバムのタイトルは制作以前に決まっており、「夜」の意味として、川谷が夜に曲を作ることが多く、夜という言葉を好んでいたことや、3部作の完結編という意味もある。

## 収録曲
全作詞・作曲:川谷絵音、全編曲:indigo la End 
1. sweet spider (5:19)
2. she (5:46)
3. 大停電の夜に (4:49)
4. 鞠の空想 (1:32)
5. 彼女の相談 (4:45)
6. スプーンで乾杯 (4:18)
7. 抱きしめて (5:13)
8. マリの回想 (2:17)
9. スウェル (5:57)
10. fake street (3:50)
11. X day (3:47)
12. 雨の魔法 (4:23)